# 8204 Takabatake
8204 Takabatake eller 1994 GC1 är en asteroid i huvudbältet som upptäcktes den 8 april 1994 av de båda japanska astronomerna Kazuro Watanabe och Kin Endate vid Kitami-observatoriet. Den är uppkallad efter Tohru Takabatake.
Asteroiden har en diameter på ungefär 14 kilometer och den tillhör asteroidgruppen Themis.